# Neuilly-Plaisance

Neuilly-Plaisance en la Petite Couronne.

Neuilly-Plaisance es una comuna francesa, situada en la región de Isla de Francia en el departamento  Sena-San Denis.

## Geografía
La ciudad está edificada sobre la orilla norte del Río Marne, sobre el costado sudeste de la meseta de Avron, a 14 km al este de París.

## Demografía
| 4 663 | 5 609 | 6 441 | 7 014 | 9 094 | 10 773 | 12 148 | 12 073 | 11 842 | 13 211 | 15 526 | 17 613 | 18 185 | 16 960 | 18 195 | 18 236 | 20 156 |
| Para los censos de 1962 a 1999 la población legal corresponde a la población sin duplicidades (Fuente: INSEE [Consultar]) |       |       |       |       |        |        |        |        |        |        |        |        |        |        |        |        |

## Historia
La comuna de Neuilly-Plaisance fue creada en 1892 a partir del territorio de Neuilly-sur-Marne.
Antes de la Revolución, el emplazamiento actual de la comuna estaba ocupado por el parque del castillo de Avron, situado en Rosny-sous-Bois.
El Abate Pierre establece en 1947 en una casa restaurada el albergue internacional de  juventud Emaús. Dos años más tarde, en 1949, funda el movimiento Emaús, todavía en actividad, en la avenida Paul Doumer 38.